# Rudnia-Radowelśka (przystanek kolejowy)
Rudnia-Radowelśka (ukr. Рудня-Радовельська) – przystanek kolejowy w miejscowości Rudnia-Radowelśka, w rejonie korosteńskim, w obwodzie żytomierskim, na Ukrainie. Położony jest na linii  Kijów – Korosteń – Sarny – Kowel.

## Historia
W czasach carskich powstała nieistniejąca dziś stacja kolejowa Rudnia-Radowielskaja, leżąca pomiędzy stacjami Białokurowicze i Olewsk. Położona była ona 1,6 km na wschód (w stronę Korostenia) od współczesnego przystanku.